# Новоклёнский сельсовет
Новоклёнский сельсовет — сельское поселение в Первомайском районе Тамбовской области.
Административный центр — село Новоклёнское.

## Население
| 2010 | 2012 | 2013 | 2014 | 2015 | 2016 | 2017 |
| ---- | ---- | ---- | ---- | ---- | ---- | ---- |
| 918  | ↘906 | ↘879 | ↘854 | ↘839 | ↘820 | ↘801 |
| 2018 | 2019 | 2020 | 2021 |      |      |      |
| ↘787 | ↘753 | ↘740 | ↗759 |      |      |      |

## Состав сельского поселения
| № | Населённый пункт  | Тип населённого пункта       | Население |
| - | ----------------- | ---------------------------- | --------- |
| 1 | Новобогоявленское | село                         | 454       |
| 2 | Новоклёнское      | село, административный центр | 464       |